# Vilmos Zsigmond
Vilmos Zsigmond (ur. 16 czerwca 1930 w Segedynie, zm. 1 stycznia 2016 w Big Sur) – węgierski operator filmowy, od lat pracujący za granicą, głównie w Hollywood. Laureat Oscara.
Studiował w Akademii Filmowej w Budapeszcie. Podczas powstania węgierskiego razem z László Kovácsem na bieżąco filmował rozgrywające się wydarzenia. Po zdławieniu rewolucji przez wojska radzieckie razem uciekli na Zachód, przewożąc taśmy z nakręconymi scenami. Zsigmond wyemigrował do Stanów Zjednoczonych i zamieszkał w Los Angeles, gdzie pracował jako technik i fotograf. W latach 60. XX w. był autorem zdjęć do filmów niskobudżetowych i telewizyjnych, z uznanymi reżyserami zaczął współpracować na początku następnej dekady. Pierwszym jego ważnym filmem był antywestern McCabe i pani Miller Roberta Altmana. Za zdjęcia do Bliskich spotkań trzeciego stopnia w 1978 r. zdobył Oscara. Ponadto był do tej nagrody trzykrotnie nominowany – w 1979 (Łowca jeleni), w 1985 (Rzeka) i w 2007 (Czarna Dalia). W 1997 na festiwalu Camerimage odebrał nagrodę za całokształt twórczości.

## Inne nagrody
- 1979 – BAFTA najlepsze zdjęcia Łowca jeleni